# Михайлов, Иван Григорьевич
Ива́н Григо́рьевич Мих́йлов (род. 28 мая 1959 года, Курская область, РСФСР, СССР) — советский и российский художник, член-корреспондент РАХ (2018).

## Биография
Родился 28 мая 1959 года в Курской области, живёт и работает в Москве.
В 1985 году — окончил Московское художественно-промышленное училище памяти 1905 года, где учился у В. В. Конякина, В. С. Соболева.
С 1987 года — художник Студии художников имени В. В. Верещагина МВД России.
С 2000 года — член Союза художников России.
В 2018 году — избран членом-корреспондентом Российской академии художеств от Отделения живописи.

## Творческая деятельность
Основные произведения

работы в области живописи: «Зимний Кремль» (1995, холст, масло, 90*120), «Новодевичий монастырь» (1996, холст, масло, 90*130), «Вечернее небо» (2012, бумага, темпера, 25*40), «Портрет Кузьмы Минина» (2010, холст, масло, 70*90), «Портрет князя Пожарского» (2010, холст, масло, 70*90), «Московский обер полицейский среди извощиков» (2014, холст, масло, 130*170), «Николай I на осмотре полицейских будок» (2015, холст, масло, 120*170), «Приезд урядника в сельскую местность» (2016, холст, масло, 140*180);

работы в области графики: «Пешеходный переход» (2010, бумага, соус, 60*80), «Воздушная тревога» (2011, бумага, соус, 60*80).
Автор нарукавных эмблем по видам служб (1994—2012) и символов для подразделений МВД России.
Произведения находятся в коллекции Центрального музея МВД России, а также в частных собраниях России и за рубежом.

## Награды
- медаль ордена «За заслуги перед Отечеством» I степени (2019)
- медаль ордена «За заслуги перед Отечеством» II степени (2011)
- Премия МВД России (2013)